# WrestleMania X-Seven
WrestleMania X-Seven var den 17. udgave af pay-per-view-showet WrestleMania produceret af World Wrestling Federation. Det fandt sted 1. april 2001 fra Reliant Astrodome in Houston, Texas, hvor der var 67.925 tilskuere.
Showets main event var en VM-titelkamp mellem den regerende verdensmester The Rock og Steve Austin. Derudover var der bl.a. også en kamp mellem The Undertaker og Triple H, samt en kamp mellem far og søn – Vince McMahon og Shane McMahon. 

## Resultater
- WWF Intercontinental Championship: Chris Jericho besejrede William Regal
- Tazz og The APA (Bradshaw og Faarooq) (med Jacqueline) besejrede Right to Censor (The Goodfather, Val Venis og Bull Buchanan) (med Steven Richards)
- WWF Hardcore Championship: Kane besejrede Raven og Big Show i en Triple Threat Hardcore Match
- WWF European Championship: Eddie Guerrero (med Perry Saturn) besejrede Test
  - Guerrero vandt dermed titlen.
- Kurt Angle besejrede Chris Benoit
- WWF Women's Championship: Chyna besejrede Ivory
  - Chyna vandt dermed VM-titlen for kvinder.
- Shane McMahon besejrede Vince McMahon (med Stephanie McMahon-Helmsley) i en Street Fight
  - Mick Foley var dommer i kampen.
- WWF World Tag Team Championship: Edge og Christian besejrede Dudley Boyz (Bubba Ray og D-Von) og Hardy Boyz (Matt Hardy og Jeff Hardy) i en Tables, ladders & chairs match
  - Edge og Christian vandt dermed VM-bælterne.
- Gimmick Battle Royal: The Iron Sheik vandt en battle royal
  - De andre wrestlere var Hillbilly Jim, Luke Williams, Butch Miller, Duke Droese, Doink the Clown, Nikolai Volkoff, Tugboat, The Goon, Earthquake, Gobbledy Gooker, Brother Love, Michael Hayes, One Man Gang, Kamala, Kim Chee, Jim Cornette, Repo Man og Sgt. Slaughter.
  - Kampen blev kommenteret af Bobby Heenan og Gene Okerlund.
- The Undertaker besejrede Triple H
- WWF Championship: Steve Austin besejrede The Rock i en No Disqualification Match
  - Austin vandt dermed VM-titlen.

| Sport | Spire Denne artikel om sport er en spire som bør udbygges. Du er velkommen til at hjælpe Wikipedia ved at udvide den. |